# Тао-Русыр
Тао-Русыр — кальдера на острове Онекотан Большой Курильской гряды. В кальдере находится один из двух вулканов острова.
Расположена в южной части острова Онекотан. Высота центрального пика (вулкан Креницына) — 1325 м (высшая точка острова). Стратовулкан, конус которого расположен в кальдере. Помимо вулкана Креницына кальдера включает Кольцевой хребет и озеро Кольцевое. Последнее извержение 10 тыс. лет назад.
Последнее извержение вулкана Креницына, в 1952 году, сформировало небольшой купол лавы на берегу острова.